# Pseudomelachromadora longilaima
Pseudomelachromadora longilaima är en rundmaskart som först beskrevs av Stekhoven 1950.  Pseudomelachromadora longilaima ingår i släktet Pseudomelachromadora och familjen Desmodoridae. Inga underarter finns listade i Catalogue of Life.